# Yankeetown
Yankeetown é uma vila localizada no estado americano da Flórida, no condado de Levy. Foi incorporada em 1925.

## Geografia
De acordo com o United States Census Bureau, a vila tem uma área de 54,6 km², onde 19,8 km² estão cobertos por terra e 34,8 km² por água.

### Localidades na vizinhança
O diagrama seguinte representa as localidades num raio de 32 km ao redor de Yankeetown.

## Demografia
Segundo o censo nacional de 2010, a sua população é de 83 089 habitantes e sua densidade populacional é de 25,4 hab/km². É a localidade que, em 10 anos, teve a maior redução populacional do condado de Levy. Possui 466 residências, que resulta em uma densidade de 23,5 residências/km².